# Caldas (Boyacá)
Caldas è un comune della Colombia facente parte del dipartimento di Boyacá.
Il centro abitato venne fondato da Gregorio Angel nel 1837.